# Edo Friedrich von der Schulenburg
Edo Friedrich Christof Daniel Graf von der Schulenburg(-Angern) (* 27. April 1816 in Angern, Altmark; † 6. August 1904 ebenda) war ein preußischer Gutsbesitzer, Landrat und Politiker.

## Leben

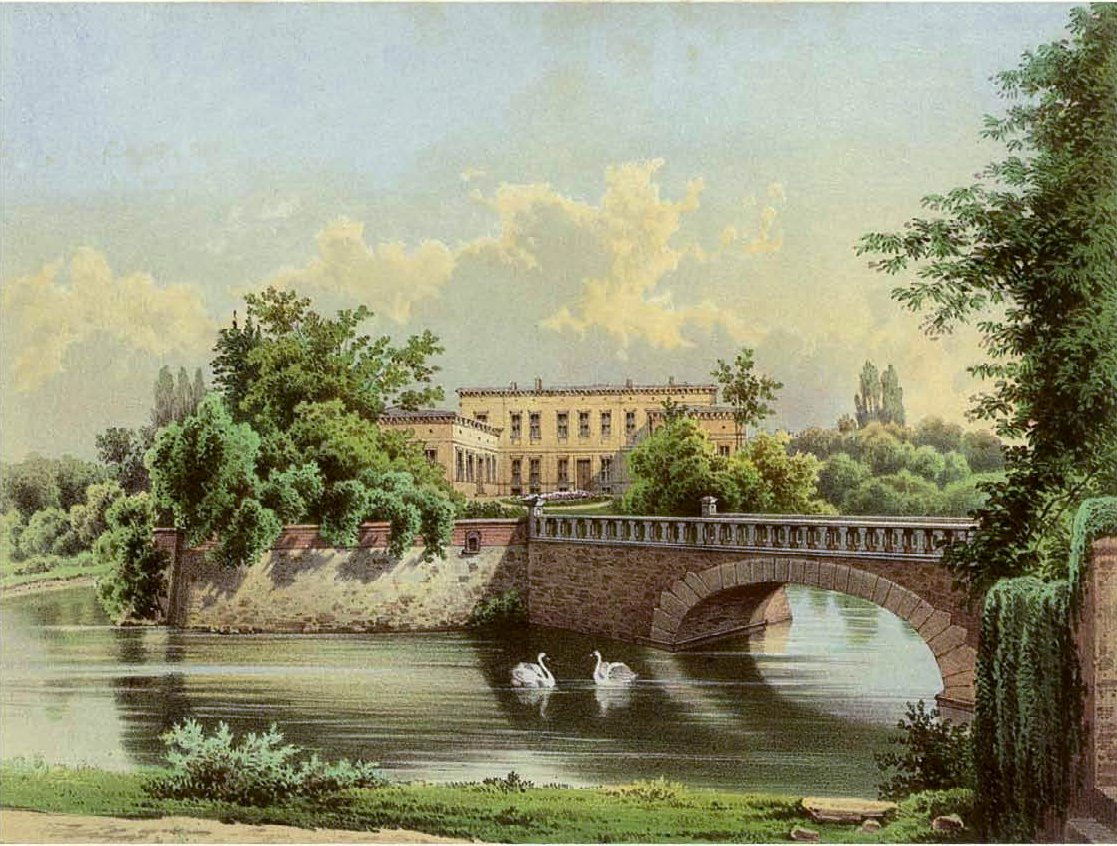
Herrenhaus Angern, um 1871/73, nach der Sammlung von Alexander Duncker

### Werdegang
Edo von der Schulenburg wurde von Privatlehrer, am Gymnasium in Magdeburg und ab 1830 an der Ritterakademie in Dom Brandenburg ausgebildet. Von 1834 bis 1838 studierte er Jura in Bonn und Berlin. In Halle war er seit 1833 Mitglied im burschenschaftlichen Kränzchenverein, in Bonn seit 1835 Mitglied des Corps Borussia.
1839 wurde Schulenburg Auskulator am Landgericht Wolmirstedt, setzte allerdings die Verwaltungslaufbahn nicht fort, sondern widmete sich ab 1840 der Verwaltung seines Gutsbesitzes, des Majorat und Fideikommiss Angern. 1843 ließ er das von Christoph Daniel I von der Schulenburg, dem Bruder seines Urgroßvaters Heinrich Hartwig I von der Schulenburg, erbaute Herrenhaus Angern im Italienischen Villenstil umgestalten. Von 1852 bis 1869 war er Landrat des Landkreises Wolmirstedt. Er war Mitglied des Provinziallandtags der Provinz Sachsen und der Generalsynode. Seit 1872 gehörte er auf Präsentation des Verbandes des Alten und Befestigten Grundbesitzes im Herzogtum Magdeburg dem Preußischen Herrenhaus an. Diese Mitgliedschaft übte Schulenburg bis zu seinem Tode 1904 aus. Graf Edo Schulenburg war privat an Genealogie und regionale Historie interessiert.

### Familie
Edo Graf von der Schulenburg entstammt dem Haus Angern, benannt nach dem Stammgut Angern, der Weißen Linie des brandenburgisch-preußischen Adelsgeschlechts derer von der Schulenburg. Edo von der Schulenburg war der einzige Sohn des Regierungspräsidenten Friedrich Graf von der Schulenburg-Angern (1769–1821) und dessen zweiter Ehefrau Auguste Luise Adolfine, geborene von Cramm (1793–1854). Taufpate war Friedrich Wilhelm III., König von Preußen.
Edo von der Schulenburg heiratete am 27. Juni 1841 in Berlin Helene Alexandrine Charlotte Florentine von Schöning (* 25. April 1823 in Berlin; † 13. April 1901 in Angern), Tochter des Kurd von Schöning (1789–1859) und der Charlotte von Bornstädt (1795–1841).
Das Paar hatte acht Kinder, von denen zwei unmittelbar nach Geburt starben. Erbe wurde sein ältester Sohn, Fritz von der Schulenburg (* 2. Januar 1843 in Angern; † 24. März 1921 ebenda), Landrat und Mitglied im Preußischen Herrenhaus. Zweiter Sohn war Kurd (* 22. Februar 1846 in Angern; † 4. Oktober 1921 in Kassel), 1879 heiratete er Luise Raab und wurde Oberförster in Oderhaus, 1888 folgte seine Ernennung zum Forstmeister in Kassel. Der dritte Sohn starb am Tag seiner Geburt, dem 3. Dezember 1847 in Angern. Martha, die am 11. April 1852 in Angern geborene erste Tochter, verstarb dort bereits am 25. Januar 1858. Die am 1. November 1853 in Angern geborene Tochter Hedwig verstarb dort bereits am 25. November desselben Jahres. Der am 12. Oktober 1855 in Angern geborene Sohn Edo wurde Kgl. preuß. Premierleutnant im Schleswig-Holsteinischen Ulanen-Regiment Nr. 15 und verstarb am 25. Juni 1890. Am 31. Januar 1858 verstarb in Angern ein weiterer Sohn am Tag seiner Geburt. Der jüngste Sohn Hartwig (* 8. Mai 1866 in Angern; † 1. Februar 1949 in Parey) war als preuß. Amtsgerichtsrat am Amtsgericht Genthin und später als Rechtsanwalt tätig. Nach der Scheidung von seiner ersten Frau Clara Kusenberg im Jahre 1906 heiratete er Freya Rosenkranz.